# Sarudi Imre
Id. Sarudi Imre László (eredeti neve: Stetina Imre László) (Szakolca, 1907. szeptember 27. – Szeged, 1975. december 5.) vegyészmérnök, kémikus, a kémiai tudományok kandidátusa (1952).

## Életpályája
Középiskolai tanulmányait Vácon és Kalocsán végezte el. 1930-ban diplomázott a budapesti műegyetem vegyészmérnöki szakán. Képzettségének megfelelő állást a nagy gazdasági világválság idején nem kapott, így kezdetben az Egyesült Izzólámpa és Villamossági Rt. segédmunkása volt. 1933-ban Szegeden a Mezőgazdasági és Paprikakísérleti Állomáson segédvegyész, majd fővegyész lett; 1947-ben átvette az intézet vezetését. 1949-ben létrejött a kísérleti állomásból a Szeged Városi Minőségvizsgáló Intézet, melynek munkatársa lett. 1967-ben nyugdíjba vonult.
Kutatási területe az analitikai kémia több területére is kiterjedt. Az ásvány-, víz- és élelmiszervizsgálat körében számos új meghatározást dolgozott ki, illetve már meglevőket tökéletesített (pl. a Kjeldahl-féle nitronmeghatározás). Közel 100 tudományos publikációt tett közzé.

## Családja
Szülei: Dr. Stetina Elek és Podivinszky Jozefa voltak. 1934-ben, Szegeden házasságot kötött Nagy Erzsébettel.

## Művei
- Szervetlen mennyiségi analízis (I–II. Szeged, 1947–1948)
- Cukormeghatározások. Válogatott módszerek (Budapest, 1960)
- Ivóvízvizsgálat. Válogatott módszerek (Budapest, 1960)

## Díjai
- Munka Érdemrend bronz fokozata (1968)[4]